# Robert M. Chanock
Robert M. Chanock (* 8. Juli 1924 in Chicago, Illinois; † 30. Juli 2010 in Sykesville, Maryland) war ein US-amerikanischer Virologe und Kinderarzt. Er entdeckte 1956 das Respiratory-Syncytial-Virus (RSV).

## Leben
Chanock wurde 1924 als Sohn des Fabrikanten Theodore Chanock und dessen Frau Frances geboren. 1943 wurde er zur US Army eingezogen, die ihn beim Medizinstudium an der University of Chicago unterstützte. Nach seinem Abschluss 1947 absolvierte er seine Ausbildung zum Kinderarzt am Highland Hospital in Oakland und an der Universität in Chicago. Während des Koreakrieges wurde er 1952 erneut eingezogen, aber aufgrund einer Erkrankung nur zu infektiologischen Forschungen in Tokio eingesetzt. Nach seiner Rückkehr in die USA arbeitete er ab 1954 gemeinsam mit Albert Sabin bei der Children’s Hospital Research Foundation in Cincinnati. Chanock hatte Forschungs- und Lehraufträge an der University of Cincinnati und der Johns Hopkins University inne. Ab 1957 arbeitete er am National Institute of Allergy and Infectious Diseases (NIAID) in Bethesda, wo er von 1968 bis 2001 das Laboratory of Infectious Diseases leitete. 2008 zog er sich endgültig von der Forschungstätigkeit zurück.
Robert M. Chanock war mit Catherine Elizabeth Chanock (geborene Osgood; † 2009) verheiratet. Das Paar hatte zwei Söhne.

## Werk
Der Virologe entdeckte 1956 das Respiratory-Syncytial-Virus (RSV). Seine Arbeitsgruppe identifizierte vier Serotypen der Parainfluenza-Viren und wies 1962 nach, das Bakterium Mycoplasma pneumoniae als Verursacher atypischer Pneumonien nach. Unter Chanocks Leitung wurde am Laboratory of Infectious Disease das Norwalk-Virus identifiziert. Er und seine Arbeitsgruppe waren maßgeblich an der Entwicklung des ersten nasal applizierbaren Grippeimpfstoffs beteiligt. Ein Impfstoff zur Prävention schwerer Atemwegsinfektionen durch Infektion mit Humane Adenoviren bei Rekruten der US-Streitkräfte wurde ebenfalls von seiner Arbeitsgruppe entwickelt. Die entwickelten Impfstoffe gegen das von Chanock entdeckte Respiratory-Syncytial-Virus (RSV) waren in klinischen Studien hingegen nicht wirksam. Ein in der Arbeitsgruppe entwickelter monoklonaler Antikörper für Neugeborene mit Risikofaktoren kommt in der RSV-Prävention zur Anwendung.

## Ehrungen und Mitgliedschaften
Chanock erhielt für sein akademisches Wirken zahlreiche Auszeichnungen, darunter folgende:
- 1969: Squibb Award for General Excellence in the Field of Infectious Diseases
- 1973: Mitglied der National Academy of Sciences
- 1973: Howard Taylor Ricketts Award
- 1980: Mitglied der Königlich Dänischen Akademie der Wissenschaften
- 1981: Robert-Koch-Preis
- 1990: ICN International Prize in Virology
- 1993: Squibb Award for Distinguished Achievement in Infectious Disease Research
- 1995: Albert B. Sabin Gold Medal

Die University of Chicago verlieh Chanock die Ehrendoktorwürde. Weitere Auszeichnungen umfassen die Distinguished Service Medal und den U.S. Public Health Service Meritorious Service Award.